# Перехід Ісландії на правосторонній автомобільний рух
H-dagurinn, або Hægri dagurinn (ісл. Правий день) — дата переходу Ісландії з лівостороннього на правосторонній автомобільний рух 26 травня 1968.

## Історія

### Передумови та причини
На відміну від Швеції, яка провела такий перехід роком раніше та мала вагомі причини для нього, Ісландія — віддалена острівна держава, що не межує з країнами, які їздять праворуч та й із країнами загалом. Але країна була під протекторатом Данії, яка їздила праворуч, а також світова тенденція переходу на правий бік не обійшла стороною країну. Також великий потік відвідувачів із Європи та США вплинув на рішення .

### Процес переходу
Наміри Альтинґу про перехід були ще до ДСВ, яка їх і перервала. На час війни острів було окуповано британськими військами (там досі їздять лівою смугою), а оскільки військова техніка мала перевагу над цивільною, перехід відклався.
У 1968 Швеція перейшла на правосторонній рух, що дало приклад Ісландії. 13 травня 1964 Альтинґ висунув вимогу «Дослідити спосіб перевести рух праворуч» до уряду. 1965 року було прийнято закон, а безпосередньо сам перехід відбувся о 6:00 ранку 26 травня 1968 .